# Joe R. Pool

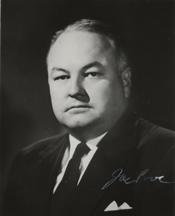
Joe R. Pool

Joseph Richard Pool (* 18. Februar 1911 in Fort Worth, Texas; † 14. Juli 1968 in Houston, Texas) war ein US-amerikanischer Politiker. Zwischen 1963 und 1968 vertrat er den Bundesstaat Texas im US-Repräsentantenhaus.

## Werdegang
Joe Pool besuchte die öffentlichen Schulen in Dallas und studierte danach zwischen 1929 und 1933 an der University of Texas. Nach einem anschließenden Jurastudium an der Southern Methodist University und seiner 1937 erfolgten Zulassung als Rechtsanwalt begann er in Dallas in diesem Beruf zu arbeiten. Während des Zweiten Weltkrieges diente er von 1943 bis 1945 im Nachrichtendienst der US-Luftwaffe (USAAF). Nach dem Krieg schlug er als Mitglied der Demokratischen Partei eine politische Laufbahn ein. Zwischen 1953 und 1958 saß er als Abgeordneter im Repräsentantenhaus von Texas.
In den Jahren 1958 und 1960 kandidierte Pool jeweils noch erfolglos für den Kongress. Bei den Kongresswahlen des Jahres 1962 wurde er dann aber im damals neugeschaffenen 23. Wahlbezirk von Texas in das US-Repräsentantenhaus in Washington, D.C. gewählt, wo er am 3. Januar 1963 sein neues Mandat antrat. Nach zwei Wiederwahlen konnte er bis zu seinem Tod am 14. Juli 1968 im Kongress verbleiben. Seit 1967 vertrat er dort als Nachfolger von Lindley Beckworth den dritten Distrikt seines Staates. Pools Zeit als Kongressabgeordneter war von den Ereignissen der Bürgerrechtsbewegung und des Vietnamkrieges bestimmt.